# Natendorf
Natendorf er en kommune i Samtgemeinde Bevensen-Ebstorf i den nordlige del af Landkreis Uelzen i den nordøstlige del af tyske delstat Niedersachsen, og en del af Metropolregion Hamburg. Kommunen har et areal på godt 34 km², og en befolkning på knap 750 mennesker.

## Geografi
I kommunen ligger ud over hovedbyen Natendorf landsbyerne Haarstorf, Hohenbünstorf, Luttmissen, Natendorf, Oldendorf II, Schier, Vinstedt og Wessenstedt samt bebyggelserne Gut Golste, Heerweghof, Nienbüttel og Weinberghof.
Haarstorf, Hohenbünstorf, Oldendorf II, Vinstedt og Wessenstedt var ind til 1972 selvstændige kommuner.